# Комітет Сенату США зі збройних сил
Комітет Сенату США зі збройних сил (англ. United States Senate Committee on Armed Services) — сенатський комітет США для здійснення парламентського нагляду над Збройними силами країни, зокрема міністерством оборони та всіма сферами діяльності, так чи інакше пов'язаними з питаннями оборони. Комітет зі збройних сил був утворений відповідно до Законодавчого акта про реорганізацію оборони від 1946 року шляхом злиття комітету з військово-морських справ і комітету з військових справ, що існували в Конгресі США з 1816 року.

## Члени Комітету 114-го Конгресу
| Більшість (Республіканці) | Меншість (Демократи) |
| --- | --- |

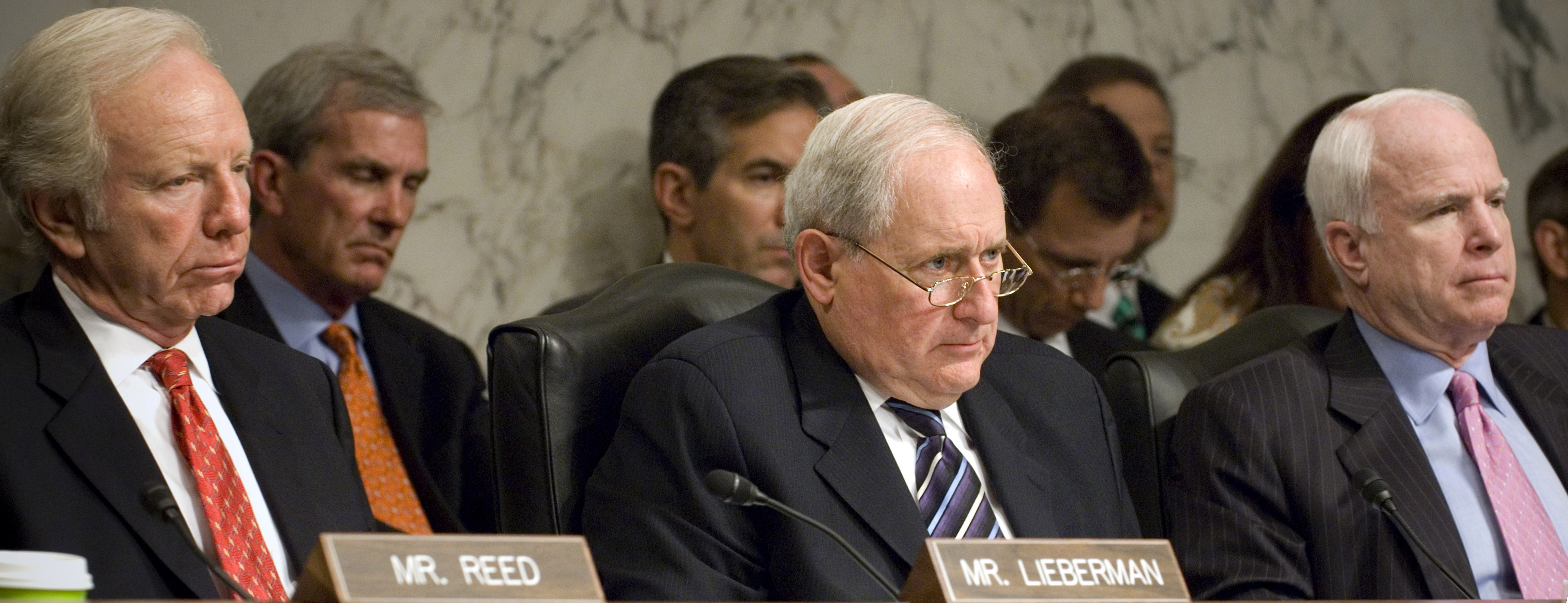
Засідання Комітету зі збройних сил. Сенатори Джо Ліберман, Карл Левін (голова) та Джон Маккейн заслуховують секретаря військово-морських сил Рея Мейбуса з питання фіскального 2010 року. Червень 2009

| - Джим Інхоф, ОклахомаГолова Комітету - Джефф Сешнс, Алабама - Роджер Вікер, Міссісіпі - Келлі Ейотт, Нью-Гемпшир - Деб Фішер, Небраска - Том Коттон, Арканзас - Майк Раундс, Південна Дакота - Джоні Ернст, Айова - Том Тілліс, Північна Кароліна - Ден Салліван, Аляска - Майк Лі, Юта - Ліндсі Грем, Південна Кароліна - Тед Круз, Техас | - Джек Рід, Род-Айленд Заступник голови - Клеренс Вільям Нельсон, Флорида - Клер Маккаскілл, Міссурі - Джо Менчін, Західна Вірджинія - Джин Шагін, Нью-Гемпшир - Кірстен Джіллібранд, Нью-Йорк - Річард Блюменталь, Коннектикут - Джо Доннеллі, Індіана - Мазі Хіроно, Гаваї - Тім Кейн, Вірджинія - Ангус Кінг, Мен - Мартін Генріх, Нью-Мексико |

### Голови Комітету Сенату зі збройних сил
| Голова                | Партія        | Штат              | Роки      |
| --------------------- | ------------- | ----------------- | --------- |
| Джон Чандлер Гарні    | Республіканці | Південна Дакота   | 1947-1949 |
| Міллард Тайдінгз      | Демократи     | Меріленд          | 1949-1951 |
| Річард Расселл        | Демократи     | Джорджія          | 1951-1953 |
| Леверетт Салтоншталль | Республіканці | Массачусетс       | 1953-1955 |
| Річард Расселл        | Демократи     | Джорджія          | 1955-1969 |
| Джон Стенніс          | Демократи     | Міссісіпі         | 1969-1981 |
| Джон Тауер            | Республіканці | Техас             | 1981-1984 |
| Баррі Голдвотер       | Республіканці | Аризона           | 1985-1987 |
| Семюел Нанн           | Демократи     | Джорджія          | 1987-1995 |
| Стром Термонд         | Республіканці | Південна Кароліна | 1995-1999 |
| Джон Ворнер           | Республіканці | Вірджинія         | 1999-2001 |
| Карл Левін            | Демократи     | Мічиган           | 2001      |
| Джон Ворнер           | Республіканці | Вірджинія         | 2001      |
| Карл Левін            | Демократи     | Мічиган           | 2001-2003 |
| Джон Ворнер           | Республіканці | Вірджинія         | 2003-2007 |
| Карл Левін            | Демократи     | Мічиган           | 2007-2015 |
| Джон Маккейн          | Республіканці | Аризона           | 2015-2018 |